# Аура, Теуво
Теуво Энсио Аура (фин. Teuvo Ensio Aura; 28 декабря 1912, Рускеала — 11 января 1999, Хельсинки) — финский государственный деятель, член Либеральной народной партии, премьер-министр Финляндии (1970 и 1971—1972).

## Биография
По образованию юрист, лиценциат права (1948). С 1940 года — на государственной службе в Хельсинки, в 1943 году был назначен исполнительным директором почтового отделения Сберегательного банка. Возглавлял Экономический совет (1946—1947), в 1951 году — глава Совета по экономическому планированию Финляндии.
В послевоенный период неоднократно входил в состав правительства: был министром торговли и промышленности в кабинетах Урхо Кекконена в 1950—1951 и 1953, министром юстиции в 1951, министром внутренних дел (1953—1954) и министром финансов (1957).
В 1968—1979 годах был мэром Хельсинки. Завоевал популярность горожан благодаря проведению политике открытости. В 1970 и 1971—1972 годах был премьер-министром Финляндии.